# Галлу
Месопотамски митологичен демон
В Шумерската и Акадската митология (Вавилон и Асирия) Галлу (демонът галлу или галла (на акадски: gallû) е велик подземен демон. Демоните Галлу отвежда жертвите от злополуки в подземния свят. Галлу е един от седемте дявола („Дете на Ада“) във вавилонския пантеон, който можело да се умилостиви единствено чрез жертвоприношение на агне. Инана/ Ищар е придружавана от Галлу по време на пътуването ѝ до подземния свят.
Галлу е демон от групата на Утукку. По-късно Галлу се появява и под имената:
Гелло, Гило или Гиллу в гръцката митология, където е описан като демон,
който краде и убива деца. Счита се и за образ, подобен на Гилу (при
евреите) и също така и за още едно от имената на Лилит.